# Resolutie 1643 Veiligheidsraad Verenigde Naties
Resolutie 1643 van de Veiligheidsraad van de Verenigde Naties werd unaniem door de
VN-Veiligheidsraad aangenomen op 15 december 2005 en
verlengde de sancties tegen Ivoorkust met een jaar.

## Achtergrond
In 2002 brak in Ivoorkust een burgeroorlog uit tussen de regering in het christelijke zuiden en rebellen in het islamitische noorden van het land. In 2003 leidden onderhandelingen tot de vorming van een regering van nationale eenheid en waren er Franse en VN-troepen aanwezig. In 2004 zegden de rebellen hun vertrouwen in de regering op en namen opnieuw de wapens op. Op 6 november kwamen bij Ivoriaanse luchtaanvallen op de rebellen ook 9 Franse vredeshandhavers om. Nog die dag vernietigden de Fransen de gehele vloot van de Ivoriaanse luchtmacht, waarna ongeregeldheden uitbraken in de hoofdstad Abidjan.

## Inhoud

### Waarnemingen
De Ivoriaanse overheid en de Forces nouvelles-rebellen moesten afzien van geweld, vooral tegen de bevolking en buitenlanders, en samen werken met de UNOCI-vredesmissie. De Veiligheidsraad was bezorgd om de aanhoudende crisis in Ivoorkust. Voorts hadden de deelnemers van het Kimberley-Proces concrete maatregelen afgesproken om de voorkomen dat diamanten uit Ivoorkust in de legale handel terechtkwamen, gezien het verband tussen die diamanten en het conflict.

### Handelingen
Allereerst werden de sancties die met resolutie 1572 waren ingesteld verlengd tot 15 december 2006. Ook werd nog eens geëist dat zowel overheid als rebellen een lijst opstelden van de wapens in hun bezit.
Alle landen moesten voorkomen dat diamanten uit Ivoorkust werden ingevoerd en binnen de 90 dagen rapporteren welke maatregelen ze daartoe hadden genomen.
De secretaris-generaal werd gevraagd opnieuw een groep van vijf experts op te richten om gedurende zes maanden de wapenhandel naar Ivoorkust te onderzoeken en manieren voor te stellen waarop landen, en vooral die in de regio, de desbetreffende sancties beter konden uitvoeren.

## Verwante resoluties
- Resolutie 1632 Veiligheidsraad Verenigde Naties
- Resolutie 1633 Veiligheidsraad Verenigde Naties
- Resolutie 1652 Veiligheidsraad Verenigde Naties (2006)
- Resolutie 1657 Veiligheidsraad Verenigde Naties (2006)

Lijst ·  1581 ·  1582 ·  1583 ·  1584 ·  1585 ·  1586 ·  1587 ·  1588 ·  1589 ·  1590 ·  1591 ·  1592 ·  1593 ·  1594 ·  1595 ·  1596 ·  1597 ·  1598 ·  1599 ·  1600 ·  1601 ·  1602 ·  1603 ·  1604 ·  1605 ·  1606 ·  1607 ·  1608 ·  1609 ·  1610 ·  1611 ·  1612 ·  1613 ·  1614 ·  1615 ·  1616 ·  1617 ·  1618 ·  1619 ·  1620 ·  1621 ·  1622 ·  1623 ·  1624 ·  1625 ·  1626 ·  1627 ·  1628 ·  1629 ·  1630 ·  1631 ·  1632 ·  1633 ·  1634 ·  1635 ·  1636 ·  1637 ·  1638 ·  1639 ·  1640 ·  1641 ·  1642 ·  1643 ·  1644 ·  1645 ·  1646 ·  1647 ·  1648 ·  1649 ·  1650 ·  1651